# Niebylec (gmina)
Pour la localité, voir Niebylec.
Niebylec [ɲɛˈbɨlɛt͡s] est une commune rurale de la voïvodie des Basses-Carpates et du powiat de Strzyżów. Elle s'étend sur 104,37 km2 et comptait 10 624 habitants en 2004.
Elle se situe à environ 10 kilomètres au sud-est de Strzyżów et à 22 kilomètres au sud de Rzeszów, la capitale régionale.